# Łabuzy
Łabuzy (biał. i ros. Лабузы) – wieś na Białorusi położona w obwodzie brzeskim, w rejonie lachowickim, w sielsowiecie Końki, nad Szczarą.
We wsi znajdują się ruiny dworku Różańskich.

## Historia
W XIX i w początkach XX w. położone były w Rosji, w guberni mińskiej, w powiecie nowogródzkim, w gminie Darewo. Autorzy Słownika geograficznego Królestwa Polskiego zaznaczyli, że wieś liczyła 19 domów oraz łąki i grunta piękne.
W dwudziestoleciu międzywojennym wieś i folwark leżące w Polsce, w województwie nowogródzkim, w powiecie baranowickim, w gminie Darewo. W 1921 wieś liczyła 101 mieszkańców, zamieszkałych w 23 budynkach, wyłącznie Białorusinów wyznania prawosławnego. Folwark był wówczas niezamieszkany.
Po II wojnie światowej w granicach Związku Sowieckiego. Od 1991 w niepodległej Białorusi.